# إريك بيردن
اريك بيردن (بالإنجليزية: Eric Burden)‏ هو لاعب دارت بريطاني، ولد في 22 ديسمبر 1963 في ويلز في المملكة المتحدة.

## وصلات خارجية
- اريك بيردن على موقع DartsDatabase.co.uk (الإنجليزية)